# 翻屍節
翻屍節，又名法馬迪哈納'（Famadihana），是馬達加斯加馬拉加什人的葬禮傳統，這個儀式主要見於島上的中央高地。
在這個被稱為“轉骨”的儀式上，人們從家庭墓穴中拿出祖先的遺體清潔，用新布包裹屍體，並在布上寫上姓名，以便永遠記住他們。然後他們一邊將屍體舉上頭頂，一邊欣賞現場音樂和跳舞，然後繞過墓穴，然後將屍體送回家庭墓穴重新安葬。
翻屍節似乎是一種近代起源的習俗，也許只是從17世紀開始才以目前的形式出現，儘管它可能是東南亞古代二次葬習俗的變種。該習俗是基於這樣一種信念，即死者的靈魂在屍體完全分解並經過適當的儀式之後最終會進入祖先的世界，這可能需要很多年。在馬達加斯加，這通常是每七年一次的常規儀式，這種習俗將大家庭聚在一起，以慶祝親戚關係，有時甚至是那些關係不佳的人。
翻屍節的習俗正在減少，原因是絲綢裹屍布的花銷以及某些馬達加斯加人認為此習俗已過時。早期的基督教傳教士不鼓勵這樣做，而信仰福音派基督教的馬達加斯加人則越來越多放棄了此做法。但是，天主教會不再反對這種做法，因為它把翻屍節視為純粹的文化而非宗教。正如一位馬達加斯加男子對英國廣播公司解釋的那樣，“這很重要，因為這是我們尊重死者的方式。這也是來自全國各地的家人聚在一起的機會。
翻屍節的習俗似乎與肺鼠疫的傳播有關。馬達加斯加政府已發布裁決，禁止死於鼠疫的人使用這種做法，但有報導稱人們無視這一法令。